# جفرصونية
الجَفَرْصُونِية هو جنس صغير من النباتات العشبية المعمرة في الفصيلة البربايسية. هي زهور برية ربيعية غير شائعة وتنمو في تربة الحجر الجيري من الغابات النفضية المعتدلة الغنية. سميت على اسم رئيس الولايات المتحدة توماس جفرسون من قبل معاصره بنيَمين سميث بَرتون.

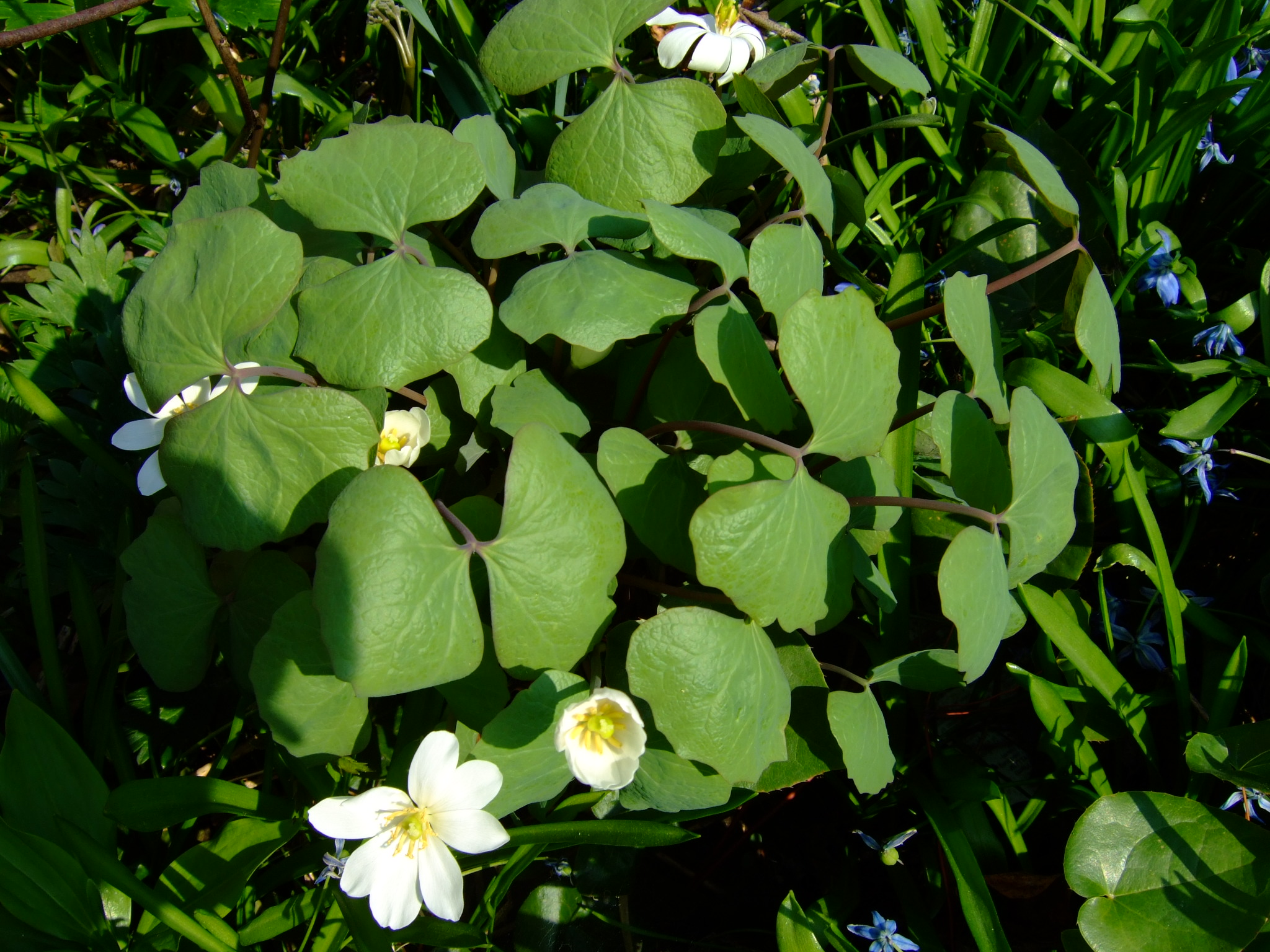

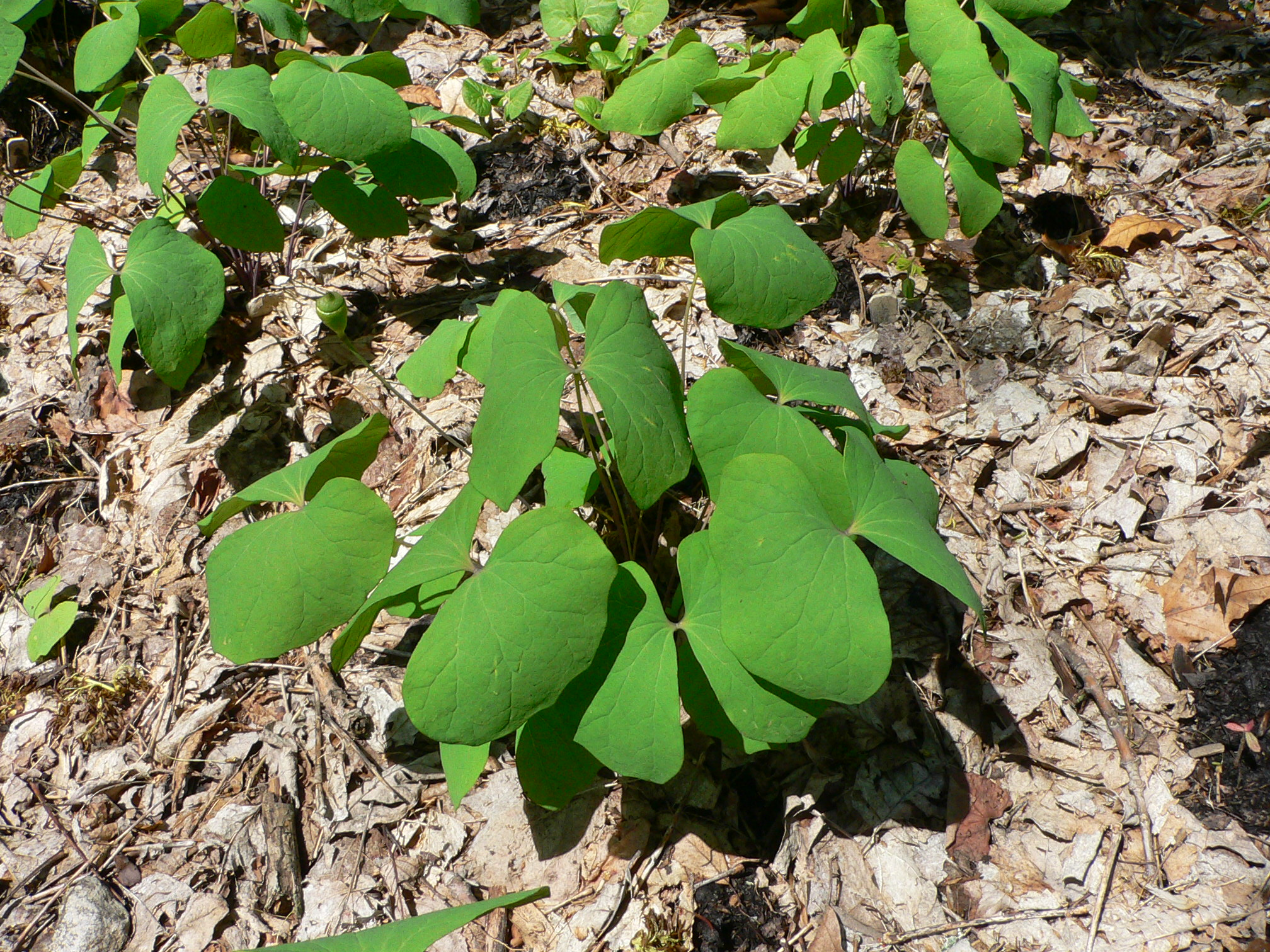

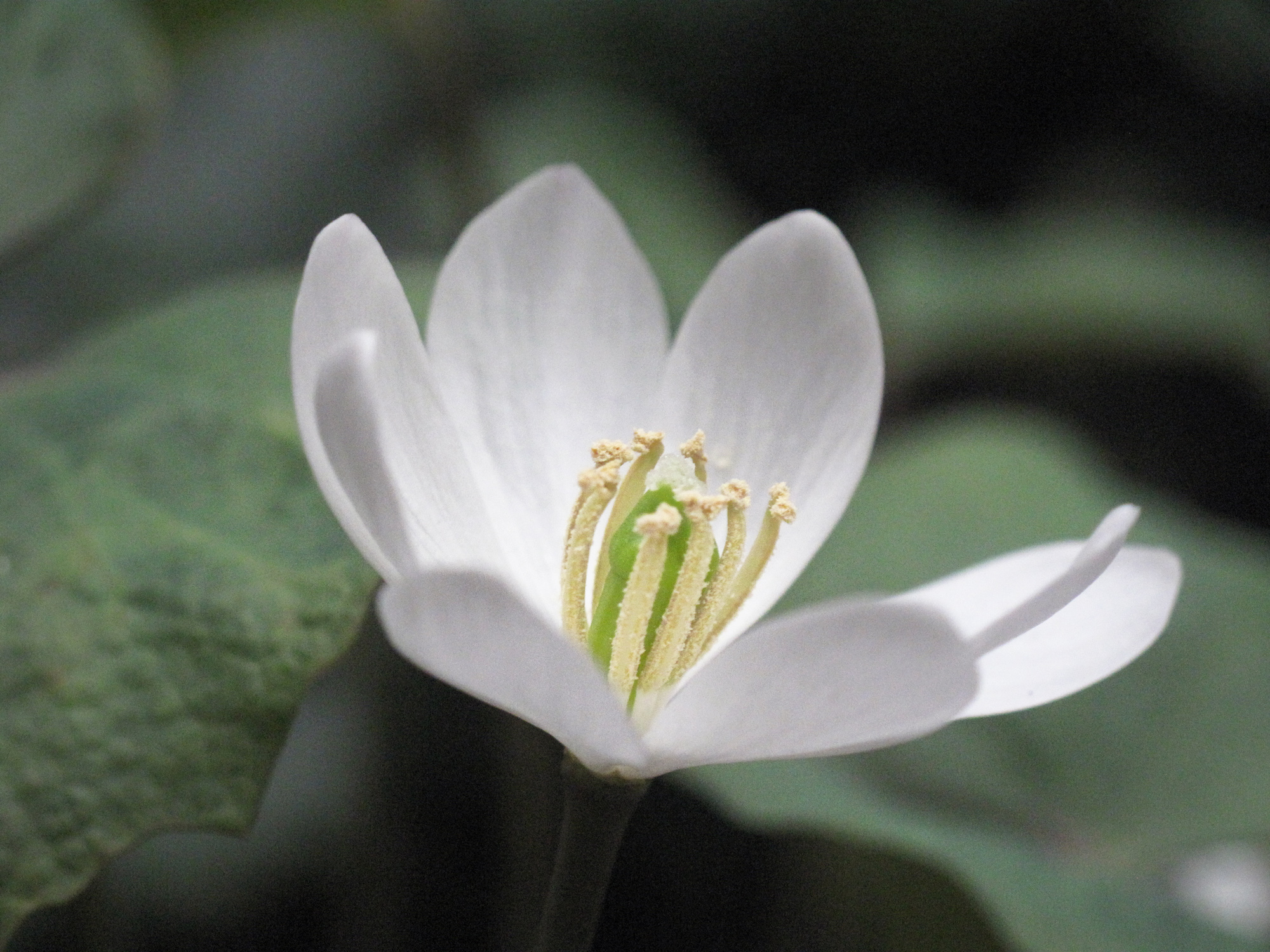
عينة من زهرة أحد أنواعها